# Министерство финансов Канады
Министерство финансов Канады отвечает за обеспечение здоровой экономики Канады путём разработки политики эффективного экономического управления и предоставления экспертных консультаций правительству.

## Филиалы
- Отдел экономической и налогово-бюджетной политики
- Отдел экономического развития
- Отдел федерально-провинциальных сношений и социальной политики
- Сектор финансовой политики
- Отдел международной торговли и финансов
- Отдел налоговой политики
- Сектор права
- Отдел корпоративных услуги
- Отдел консультаций и связи